# Hans-Jürgen Feulner
Hans-Jürgen Feulner (* 22. Februar 1965 in Kronach) ist ein deutscher römisch-katholischer Theologe.

## Leben
Hans-Jürgen Feulner, der im oberfränkischen Steinwiesen aufwuchs, studierte zunächst ab 1984 Physik an der TU München und wechselte 1986 zu den Fächern Katholische Theologie, Philosophie und Orientalistik an der LMU München; 1992 schloss er mit einem Lizentiat (lic. theol.) in Theologie („Das anglikanische Ordinale“) das Studium ab. Nach Tätigkeit als Wissenschaftlicher Mitarbeiter am Lehrstuhl für Liturgiewissenschaft der Eberhard-Karls-Universität Tübingen wurde er 1998 mit der Dissertation „Die armenische Athanasius-Anaphora“ zum Dr. theol. promoviert. Von 1998 bis 2002 war er Wissenschaftlicher Assistent am Lehrstuhl für Liturgiewissenschaft an der Universität Tübingen.
2002 erfolgte der Ruf auf die Professur für Liturgiewissenschaft und Sakramententheologie an der Universität Wien. Er ist stellvertretender Vorstand des Instituts für Historische Theologie der Katholisch-Theologischen Fakultät der Universität Wien.
Feulner gilt als Experte auf dem Gebiet der anglikanischen Ordinationsliturgien und wurde von der Liturgical Commission der Church of England zum außerordentlichen Mitarbeiter und Begutachter der neu zu erstellenden Ordinationsriten bestellt. Er ist Mitglied des pastoraltheologisch-praktischen Arbeitskreises des Bistums Rottenburg-Stuttgart.

## Auszeichnungen und Ehrungen
- 1998: Internationaler erster Preis in Liturgiewissenschaft anlässlich des Kongresses Comparative Liturgy Fifty Years after Anton Baumstark in Rom
- 1999: Alexander-Böhlig-Preis für die Dissertation zum Dr. theol.
- 2015: Auszeichnung durch Papst Franziskus mit dem Orden des heiligen Gregor des Großen (Ritter) für «seine großen Verdienste um die Rekonzilierung der zur Katholischen Kirche zurückgekehrten Anglikaner»[1][2]

## Schriften
- Das „anglikanische Ordinale“: eine liturgiegeschichtliche und liturgietheologische Studie. Ars Una Verlag, Neuried 1992.
- Das „anglikanische Ordinale“: Von den altenglischen Pontifikalien zum Ordinale von 1550. Ars Una Verlag, Neuried 1997, ISBN 3893918523.
- Die armenische Athanasius-Anaphora. Kritische Edition, Übersetzung und Liturgievergleichender Kommentar (Anaphorae orientales). Pontificio Istituto Orientale 2001, ISBN 8872103320.
- Zusammen mit Elias Haslwanter (Hrsg.): Gottesdienst auf eigene Gefahr? Die Feier der Liturgie in der Zeit von Covid-19. Aschendorff Verlag, Münster 2020, ISBN 978-3-402-24740-2.[3]